# Nadège Baussian
Nadège Baussian-Protat, née le 17 novembre 1989, est une joueuse de pétanque française. 

## Biographie
Elle est droitière et se positionne en milieu et pointeuse
Mariée; une fille de 7 ans 

## Clubs
- ?-? : Cahors Sport Pétanque (Lot)
- ?-? : Arcambal (Lot)
- ?-? : Les Escales
- ?-? : Cahors Sport Pétanque (Lot)
- ?-? : Grand Cahors pétanque (Lot)
- 2014-2022 : Gourdon (Lot)
- 2023-?: les canuts (Rhône)

## Palmarès[1]

### Jeunes

#### Championnats d'Europe
Championne d'Europe
- Triplette espoirs 2008 (avec Anna Maillard, Ludivine d'Isidoro et Kelly Fuchès) :  Équipe de France

Finaliste
- Triplette espoirs 2009 (avec Ludivine d'Isidoro, Anna Maillard et Kelly Fuchès) :  Équipe de France
- Triplette espoirs 2011 (avec Céline Baron, Anna Maillard et Maryline Cegarra) :  Équipe de France

### Séniors

#### Jeux mondiaux
Finaliste
- Doublette 2009 (avec Ranya Kouadri) :  Équipe de France
- Doublette 2022 (avec Caroline Bourriaud) :  Équipe de France

#### Championnats de France
Championne de France
- Triplette 2010 (avec Josiane Sagaz et Anna Maillard) : Cahors Sport Pétanque
- Doublette 2018 (avec Anna Maillard) : Gourdon Pétanque
- Tête à tête 2019 : Gourdon Pétanque
- Doublette 2023 (avec Mouna Béji) : Canuts de Lyon
- Triplette 2025 (avec Mouna Béji et Ludivine d'Isidoro) : Rhône

Finaliste
- Doublette 2010 (avec Anna Maillard) : Cahors Sport Pétanque
- Triplette 2015 (avec Anna Maillard et Florence Schopp) : Gourdon Pétanque

#### Mondial La Marseillaise
Finaliste
- 2011
- 2012

#### Millau

##### Mondial à pétanque de Millau (2003-2015)
Vainqueur
- Doublette 2009 (avec Ludivine d'Isidoro)
- Doublette 2011 (avec Jessica Tronche)

Finaliste
- Triplette 2008 (avec Ranya Kouadri et Ludivine d'Isidoro)

#### Passion Pétanque Française (PPF)
Vainqueur
triplette 2023 (avec Mouna Beji et Melanie Villemain)

Finaliste
- Triplette 2021 (avec Caroline Bauduin et Fanja Aubriot)[2]